# 蒙自礁
蒙自礁，又稱常瀨礁，是位于中国南沙群岛长滩北部的一个珊瑚礁，西北距乐斯暗沙约14海里。1983年中国地名委员会公布的标准名称为“蒙自礁”。西方文献一般称为“Menzies Reef”。

## 歷史
1956年6月2日至6月14日間，中華民國海軍的立威部隊（由太和、太倉兩軍艦組成特遣艦隊）曾經來這個岩礁巡弋。。